# Hieracium issatchenkoi
Hieracium issatchenkoi es una especie de planta con flor del género Hieracium, de la familia Asteraceae, orden Asterales.

## Distribución
Hieracium issatchenkoi se distribuye por Rusia.

## Taxonomía
Fue descrita científicamente por Schljakov.
Tratamiento taxonómico
La especie aparece registrada y publicada en Fl. Murmansk. Obl.